# خایر ماروفو

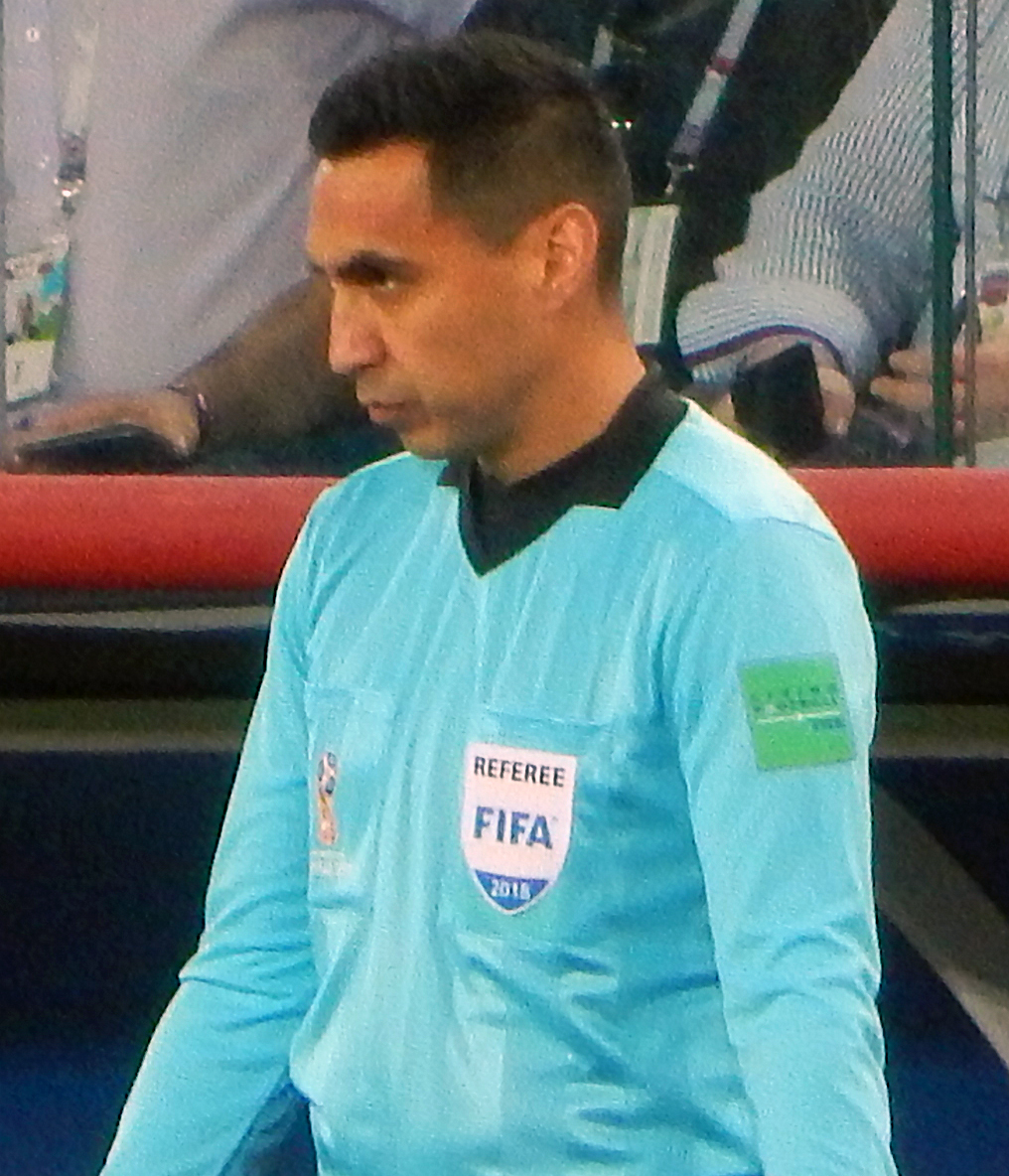
خایر ماروفو - جام جهانی ۲۰۱۸

خایر ماروفو (اسپانیایی: Jair Marrufo‎; ۷ ژوئن ۱۹۷۷) داور فوتبال اهل ایالات متحده آمریکا بود.
وی از سال ۲۰۰۷ وارد فهرست داوران فیفا شده است.